# SiliconAction
SiliconAction é uma distribuidora de softwares brasileira, especializada na distribuição pela Internet. Fundada em 1996 por Alex Hoffmann, também co-fundador da PagBrasil, é responsável pela distribuição de centenas de softwares, entre eles o WinRAR e o Brasfoot.
A SiliconAction promove a distribuição por download, desde a sua fundação, por causar um impacto ambiental menor do que produtos industrializados.